# Gaozu de Han
O Imperador Gaozu (206 a.C. - 195 a.C.), mais conhecido pelo seu nome de templo Gaozu (em chinês: 高祖; em pinyin: Gāozǔ, em Wade-Giles: Kao Tsu), foi o primeiro imperador da Dinastia Han. Governou a China de 202 a.C. até 195 a.C., e foi um dos poucos fundadores de dinastias que emergiram da classe de camponês (o outro exemplo principal é Zhu Yuanzhang, que fundou a dinastia Ming). Antes de transformar-se em um imperador, foi chamado também de Duque de Pei (沛公) devido ao seu lugar de nascimento. Foi criado também como o príncipe de Hàn por Xiang Yu, o grande príncipe de Chu ocidental, depois do colapso da dinastia Qin, e chamado assim antes de tornar-se imperador.

## Primórdios
Liú Bāng nascido em uma família camponesa em Pei (condado atual de Pei na província de Jiangsu). Quando cresceu, Liú Bāng serviu como um oficial de patrulha em seu condado.Uma vez que era responsável por transportar um grupo de prisioneiros para o Monte Li na província atual de Shaanxi. Durante o transporte muitos prisioneiros fugiram. Temendo que seria punido pela fuga dos prisioneiros, Liú Bāng liberou os prisioneiros restantes. Os prisioneiros, porém encontraram no caminho uma serpente e voltaram para Liú Bāng. Ouvindo sua história, ele foi matar a cobra. A lenda diz que a cobra era uma representação dos deuses que indicava que ele era o líder natural. A cobra supostamente era maior do que uma árvore madura. A cobra também seria venenosa, matando muitos prisioneiros. Porém Liú matou a serpente ao alvorecer. Desde então, os prisioneiros respeitaram-no e fizeram-lhe seu líder. Em uma de suas invasões, encontrou um magistrado de um condado que se abismou com suas habilidades da liderança e lhe deu sua filha Lü Zhi em casamento.

## Disputa de Chu-Han
Agora o império de Qín estava sob a dominação de Xiang Yu, que realinhou os territórios das partes restantes de Qín e também os estados rebeldes, dividindo os territórios em 19 principados. Xiang Yu não honrou a promessa de Xin, Príncipe Huai de Chu, ao qual foi assassinado por ordens de Xiang. No lugar dele, Guanzhong foi dada aos príncipes dos três Qins. Liú Bāng ficou com o principado de Hàn (atualmente seria Sichuan moderno, Chongqing, e Shaanxi do sul).
Em Hanzhong, Liú Bāng focalizou seus esforços no exército e na agricultura, acumulando potência militar. Em breve, Liú destituiu os reis dos três Qins e ocupou Guanzhong, onde começou uma guerra conhecida agora como a Guerra de Chu-Han, de encontro a Xiang Yu. Citou em sua biografia, “estabelecimento do grande,” que “aqueles que ganham seu status pela guerra são os mais honoráveis de tudo.”
Embora Xiang Yu fosse muito superior na habilidade militar que Liú Bāng, estava em desvantagem política. Xiang Yu derrotou Liu diversas vezes no campo de batalha, mas cada uma de suas vitórias fazia Liú ficar mais popular. Quando Xiang Yu foi derrotado finalmente na batalha de Gaixia, se suicidou.
A guerra durou cinco anos (206-202 a.C.) e terminou com a vitória de Liú Bāng. Derrotando Xiang Yu, Liú proclamou-se imperador e estabeleceu-se a dinastia Hàn em 202 a.C. e fêz-se Cháng'ān (cidade atual de Xi'an) sua capital. Liú tornou-se conhecido historicamente como o imperador Gāo de Hàn.

## Reino como imperador
Depois que Liu Bāng se tornou imperador, a China era baseada no modelo de Qín. Ele substituiu gradualmente os vassalos originais, concedendo terras a seus parentes. Como a economia tinha sido devastada pela guerra depois da cessão da dinastia Qín, ele reduziu impostos e desenvolveu a agricultura, restringindo despesas. Entretanto, em resposta a decadência dos comerciantes de Qín, restringiu o comércio com impostos pesados e limitações legais. Também fêz a paz com Xiongnu. Sob o reino de Gāozǔ, o pensamento confucionista substituiu gradualmente o pensamento do legalismo; Os eruditos confucionistas eram bem-vindos em seu governo, e as leis ásperas do legalismo foram diminuídas. 
Liú Bāng também anexou a maioria dos reinos e estabeleceu principados, com seus filhos e parentes como príncipes. Assim consolidou seu império recém-nascido.

## Família
- Pai:
  - Liu Zhijia (劉執嘉)
- Mãe:
  - Wang Hanshi (王含始)
- Irmãos:
  - Liu Bo (劉伯)
  - Liu Zhong (劉仲)
  - Liu Bang (劉邦)
  - Liu Jiao (劉交)
- Filhos:
  - Liu Ruyi
  - Liu Heng (劉恆)
  - Liu Fei
  - Liu Hui
  - Liu You
  - Liu Chang
  - Liu Jian